# Вооружённые силы Республики Сербская Краина
Вооружённые силы Сербской Краины (серб. Српска Војска Крајине (СВК)) — вооружённые силы самопровозглашённого государства Республика Сербская Краина. Армия краинских сербов была образована 17 октября 1992 года, когда было провозглашено создание СВК. До этого краинские вооружённые силы были представлены подразделениями Территориальной обороны в рамках Югославской народной армии и Милиции Краины. Вооружённые силы состояли из сухопутных войск и военно-воздушных сил. Армия Сербской Краины перестала существовать в 1996 году после перехода под контроль хорватской армии большей части РСК во время операции «Буря» и начала реинтеграции оставшейся части Краины в состав Хорватии. Вооружённые силы краинских сербов принимали активное участие в конфликтах, сопровождавших распад Югославии, в основном в войне в Хорватии.

## История

### Формирование собственных правоохранительных структур
С началом сербско-хорватского противостояния значительную роль в первых столкновениях сыграла Милиция Краины. В процессе давления на сербов хорватское правительство уволило большинство сербов из центрального аппарата республиканского МВД и многих населённых пунктов, где большинство населения составляли хорваты. Попытка сделать то же самое и ввести новые служебные символы на униформе полиции в местах компактного проживания сербов натолкнулось на сопротивление милиционеров-сербов. С началом первых столкновений правоохранительные структуры в ряде городов вышли из подчинения республиканского МВД и сформировали Милицию Краины, во главе которой встал инспектор милиции из Книна Милан Мартич. 4 января 1991 года был создан Секретариат внутренних дел во главе с Мартичем. Милиция Краины неоднократно участвовала в боевых действиях, несмотря на то, что её сотрудники были вооружены только лёгким стрелковым оружием. По мнению западных исследователей, в июле 1991 года она насчитывала около 7 тысяч бойцов с резервом в 20 тысяч человек. По данным сербских авторов, 9 октября 1991 года Милиция насчитывала 1200 обычных милиционеров, 500 человек в спецподразделениях и 1200 резервистов. Они подчинялись семи Секретариатам внутренних дел (в Книне, Коренице, Петринье, Войниче, Окучанах, Бели-Манастире и Вуковаре).

### Территориальная оборона

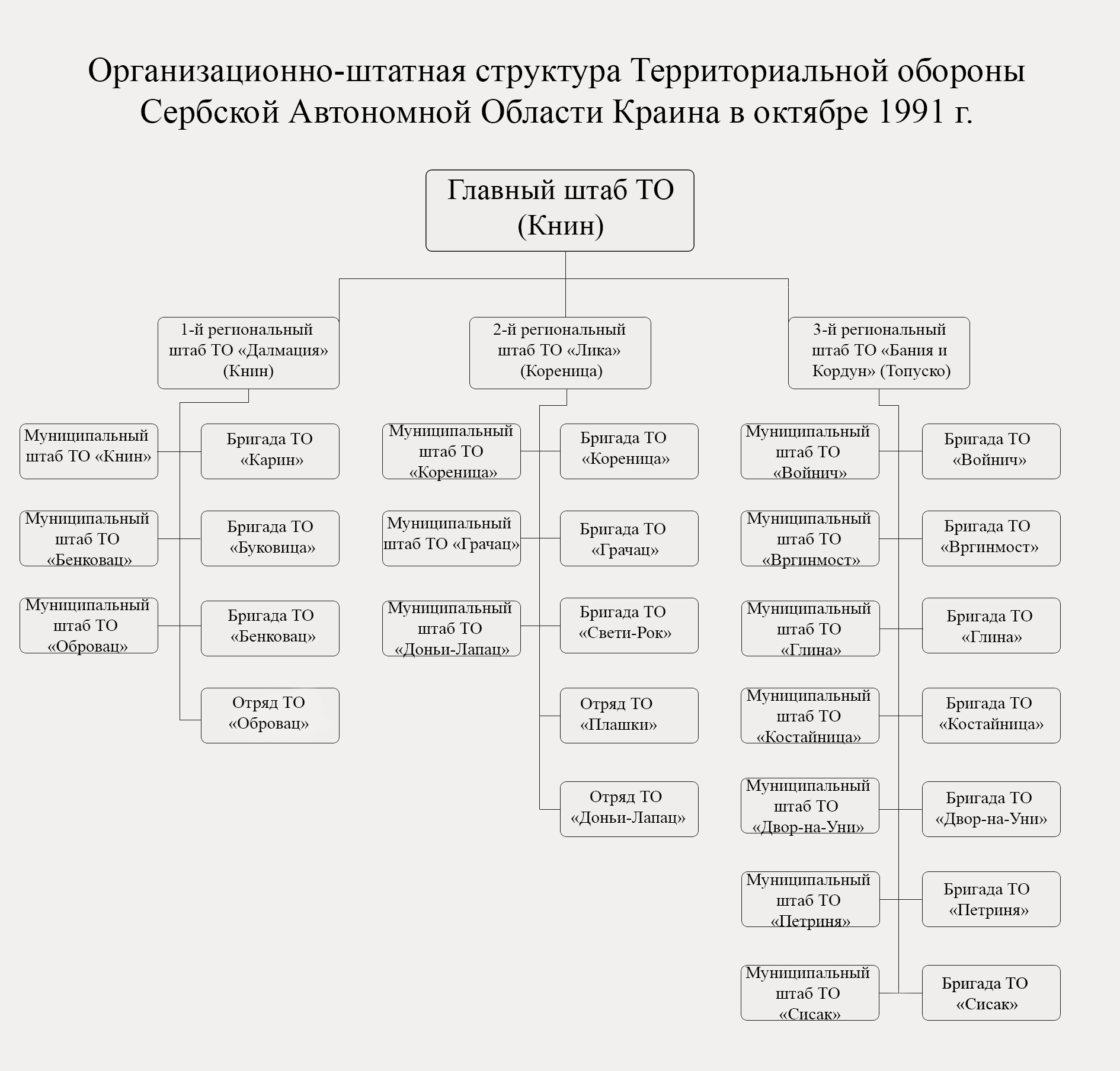
Структура ТО Сербской Краины в октябре 1991 г.

После формирования собственной правоохранительной системы и создания в её рамках военизированных формирований руководство Сербской Краины начало мероприятия по мобилизации Территориальной обороны (ТО). К лету 1991 года ТО Социалистической Республики Хорватии распалась на две части: ту, что подчинялась хорватскому правительству и ту, что была на территориях, подконтрольных руководству Сербской Краины. В 1990 году югославская армия изъяла почти все вооружение ТО в Хорватии, поэтому после развёртывания подразделений краинская ТО столкнулась с серьёзной нехваткой оружия и военного снаряжения. Поскольку ТО Краины оставалась частью федеральных вооружённых сил, её оснащением занималась Югославская народная армия. Она же руководила её частями в ходе боевых действий и назначала командующих из числа собственных офицеров. Весной—летом 1991 года каждая община из состава Сербской Краины самостоятельно формировала части ТО. Но уже с сентября 1991 года этим процессом руководил Генеральный штаб ВС СФРЮ. 30 сентября 1991 года по приказу министра обороны СФРЮ генерала армии Велько Кадиевича был создан штаб ТО САО Краина. Его начальником стал генерал-подполковник И. Джуич, заместителем начальника штаба — полковник Д. Касум. Оперативное отделение возглавил полковник Р. Максич, отделение связи — подполковник А. Вулетич. Вскоре началось его пополнение другими кадровыми офицерами.
Подразделения краинской ТО комплектовались личным составом как на добровольной основе, так и путём мобилизации. В ряде случаев, ТО действовала в тесном взаимодействии с формированиями милиции Краины, которые кроме участия в боях должны были также выполнять повседневные функции поддержания правопорядка. Постоянная структура ТО Сербской Краины была организована к началу ноября 1991 года. В этот период она состояла из Штаба, трёх региональных штабов (в Далмации, Лике, Кордуне и Бании), 13 штабов в общинах, такого же количества бригад и 3 отрядов. В её рядах насчитывалось 24 100 человек. Вплоть до весны 1992 года краинская ТО вела боевые действия в составе ЮНА.
До 26 февраля 1992 года, когда области Западная Славония и Восточная Славония, Баранья и Западный Срем вошли в состав Сербской Краины, их территориальная оборона развивалась обособленно, но тоже при поддержке Югославской народной армии.
Согласно плану Вэнса, принятому конфликтующими сторонами за основу для мирного урегулирования, ЮНА должна была покинуть территорию Хорватии и Сербской Краины. Между хорватскими и сербскими позициями размещались батальоны миротворцев ООН. Миротворцы должны были наблюдать за прекращением огня, обеспечить защиту гражданского населения, и, в случае возобновления конфликта, разъединить противоборствующие стороны. План Вэнса также предусматривал отвод тяжёлого вооружения от линии фронта. При этом, бронетехника и артиллерия, оставленная краинским сербам югославской армией, складировалась по системе «двойного ключа» — на своих складах, но под присмотром миротворцев, в то время как хорватская армия выводила технику на свои собственные склады без внешнего контроля.
Весной 1992 года под руководством югославского Генерального штаба была проведена ещё одна реорганизация ТО Сербской Краины. Она пополнилась несколькими артиллерийскими дивизионами, подразделениями ПВО, тыловыми базами и т. д. Кроме того, в этот период шла передача вооружения от выводимых частей ЮНА силам ТО и Милиции РСК. Несмотря на то, что части Территориальной обороны были демобилизованы, а их личный состав частично распущен, а частично пополнил бригады Отдельных подразделений милиции, летом—осенью 1992 года продолжался процесс развития частей ТО и их доукомплектования вооружением и снаряжением.

### Бригады Отдельных подразделений милиции
28 апреля 1992 года начальник Генерального штаба СФРЮ генерал Благое Аджич издал приказ, предписывающий реформирование Территориальной обороны РСК, демобилизацию её подразделений и формирование восьми бригад Отдельных подразделений милиции (ОПМ). Задачей новых соединений была охрана линии фронта и пограничный контроль. Фактически, югославское командование обходило положения «плана Вэнса», который запрещал наличие армейский частей в РСК, но позволял существование милицейских формирований с лёгким стрелковым оружием. По замыслу югославского Генштаба, бригады ОПМ должны были прикрыть РСК в случае атаки со стороны хорватской армии.
Формирование бригад ОПМ началось непосредственно после получения приказа генерала Аджича. Согласно плану, его планировалось завершить к 30 июня 1992 года. Несмотря на приказ Аджича подчинить бригады ОПМ Министерству обороны РСК, контроль над ними был передан краинскому МВД. По мнению Косты Новаковича, это было сделано чтобы избежать конфликта между министерствами. Бригады приступили к выполнению задач в июле 1992 года. Согласно организационно-штатным структурам, численность каждого соединения должна была составлять 3000 человек, но в действительности она могла быть больше или меньше. В ряде случаев из-за нехватки личного состава в подразделения привлекали бойцов демобилизованных частей ТО или служащих МВД.
Бригады ОПМ имели следующие нумерацию и дислокацию: 75-я в Книне, 79-я в Коренице, 80-я в Войниче, 83-я в Петрине, 85-я в Окучанах, 87-я в Вуковаре, 90-я в Бели-Манастире, 92-я в Бенковаце. Некоторые из них кроме стрелкового вооружения имели также бронетранспортёры М-60, БРДМ-2, БОВ. Участие данных соединений в боевых действиях ограничилось перестрелками и обстрелами на линии соприкосновения. Кроме того, часть личного состава бригад ОПМ была задействована в операции «Коридор 92» в Боснии и Герцеговине, где поддерживала наступление Войска Республики Сербской. Бригады ОПМ были расформированы в ходе военной реформы в РСК в 1992 году, их личный состав перешёл в новые соединения.

### Военная реформа
Общевойсковые шевроны Сербского войска Краины (1992-1993)
После хорватской атаки на Мильевачском плато началась подготовка к созданию регулярной армии. 13 октября 1992 г. правительство Сербской Краины одобрило военную реформу по формированию единых вооружённых сил. Для её реализации была создана специальная комиссия, которую составили: премьер-министр Здраво Зечевич, глава Министерства внутренних
дел Милан Мартич, глава Министерства обороны Стоян Шпанович, начальник Управы ОПМ Борислав Джукич, начальник Главного штаба ТО Милан Торбица, командир 79-й бригады ОПМ Милош Цветичанин и командир 80-й бригады ОПМ Миле Новакович.
16 октября 1992 года начальником штаба ТО генерал-подполковником Миланом Торбицей, министром обороны полковником Стояном Шпановичем и главой МВД Миланом Мартичем был подписан приказ об организационных изменениях в ТО и ОПМ, предусматривающий первый этап военной реформы. 27 ноября был издан следующий приказ об организационных изменениях в армии, определивший новую структуру Вооружённых сил. На основе Главного штаба и региональных штабов ТО были созданы Главный штаб и шесть корпусов, ответственных за определённые географические области. Подразделения ТО и бригады ОПМ были распущены, их личный состав пополнил новые корпуса. Большая часть новых бригад и полков были созданы на основе структуры прежних частей ТО. Также они унаследовали и принадлежащее им тяжёлое вооружение — бронетехнику, артиллерию и т. д. Созданная осенью 1992 года структура ВС РСК с некоторыми изменениями просуществовала до операции «Буря» летом 1995 года.
Проведённая реформа отделила армию от милиции. В МВД была создана специальная бригада, бойцы набирались на конкурсной основе с 30 декабря 1992 года. Кандидаты должны были завершить курс милиционера длительностью 4—5 месяцев. Предполагалось, что рядовые милиционеры могут служить только до 30 лет, затем они должны были переводиться в местные милицейские станции. Офицерского состава эти ограничения не касались. Бригада насчитывала 500 человек и дислоцировалась в гарнизоне Книна.

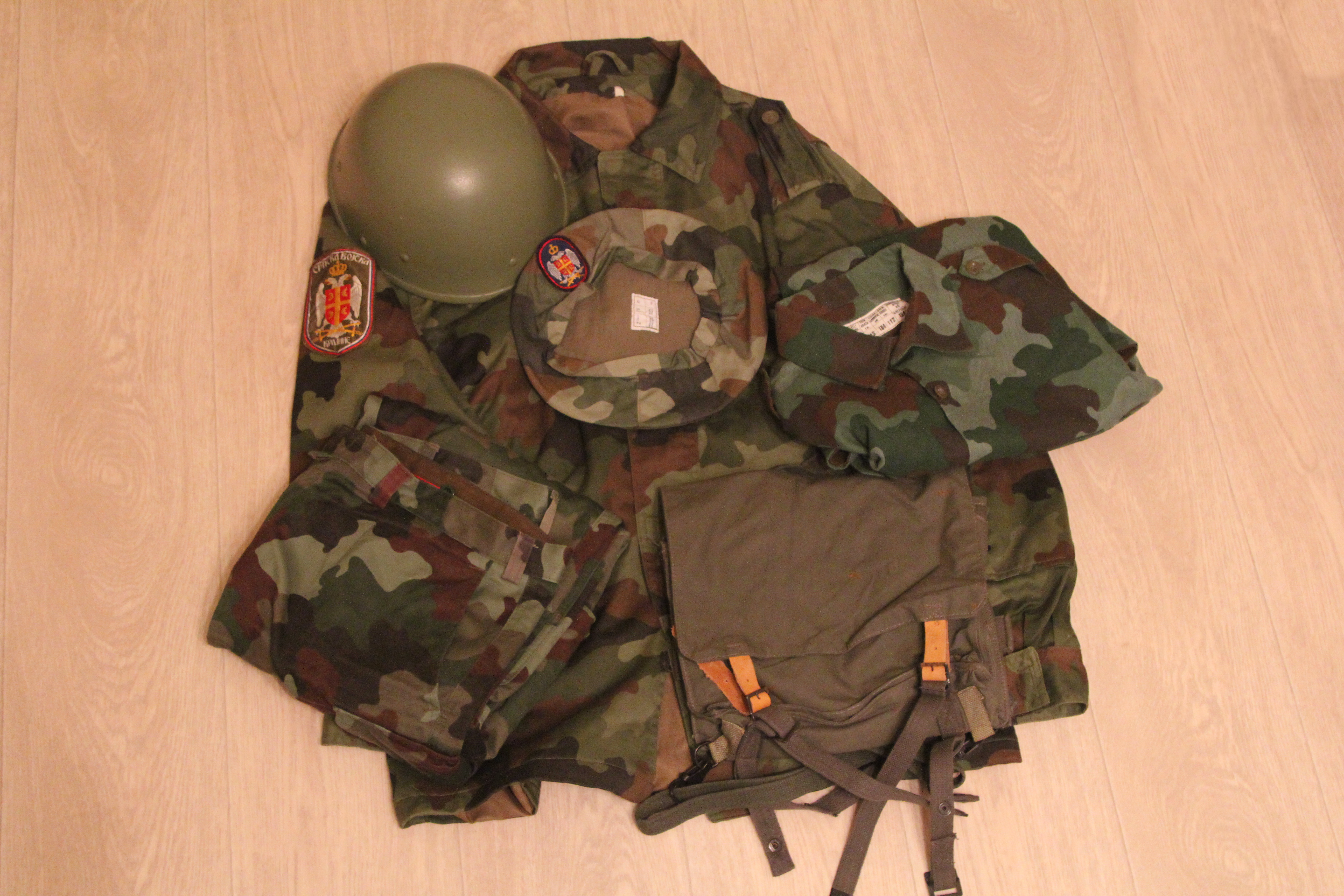
Комплект снаряжения бойца армии РСК

Сербский историк Боян Димитриевич так оценил итоги реформы:
Упразднением Территориальной обороны и Отдельных подразделений Милиции приказом от 27 ноября — 1 декабря 1992 г. была проведена реорганизация ТО в Сербское войско Краины. Оно было организовано из шести корпусов (прежних региональных штабов ТО), каждый из которых отвечал за один географический регион Краины, и частей, подчинявшихся Главному штабу и ВВС и ПВО. Такая организация армии при заметной раздробленности территории не обещала успешной обороны. Ожидание, что Союзная Республика Югославия будет гарантом безопасности и примет участие в войне в случае хорватского нападения, осталось основой надежд народа Краины и политической стратегии

### ВС РСК в 1993—1994 годах
Общевойсковые шевроны Сербского войска Краины (1993-1995)
Хорватская атака в районе Масленицы и последовавшие за ней длительные бои показали ряд просчетов в реорганизации армии. Основной проблемой было отсутствие подразделений, способных передислоцироваться в другие районы за короткое время. Чтобы исправить это положение в Главном штабе СВК было принято решение создать ударную бригаду, которая послужила бы «единым оперативным резервом наступательного характера по разгрому сил агрессора». По замыслу командования, бригада должна была включать в себя штаб, штабной батальон, батальон снабжения, два бронетанковых батальона смешанного состава, три ударных батальона, смешанный противотанковый артиллерийский дивизион, смешанный артиллерийский дивизион, два диверсантских отряда, противодиверсантский отряд и смешанную вертолетную эскадрилью. По плану, бригада укомплектовывалась солдатами в возрасте 19-25 лет и офицерами в возрасте до 26 лет. Предполагалось завершить её формирование до 19 марта, а полностью готовой бригада должна была быть 5 апреля. Однако реализовать этот проект так и не удалось и, через некоторое время, его фактически свернули. Полученный опыт краинское командование использовало в 1995 году, в процессе создания Корпуса специальных единиц.

### ВС РСК в 1995 году
Во время хорватского наступления под кодовым названием «Буря» краинская армия несколько дней обороняла позиции, а затем начала отступление на территорию Республики Сербской. Во время боев сербы понесли тяжелые потери — погибли либо пропали без вести 726 солдат и 12 милиционеров. Часть техники и снаряжения была захвачена хорватскими войсками, в основном из 21-го корпуса армии РСК. Однако большая часть вооружений была эвакуирована на территорию РС, где была передана её армии. В том числе, были переданы 23 танка М-84.

### Период с осени 1995 до лета 1996 года
Осенью 1995 года, во время хорватско-мусульманского наступления на Республику Сербскую, в составе 1-го Краинского корпуса ВРС действовало подразделение, укомплектованное несколькими сотнями солдат СВК и 36-й самостоятельный бронетанковый батальон, руководить которыми продолжал Главный штаб СВК. С окончанием войны в Боснии и Герцеговине они были расформированы, оставшуюся технику передали ВРС. Оставшийся от СВК 11-й корпус в Восточной Славонии был демилитаризован в соответствии с Эрдутским соглашением в 1996 году. Его техника в мае-июне была вывезена в Союзную Республику Югославию и передана югославским военным на аэродроме Сомбора.
Милиция Краины просуществовала в Восточной Славонии, Баранье и Западном Среме до 1 июля 1996 года. Затем она была переименована в «Переходную полицию» с многонациональным составом. 15 декабря 1997 года она формально стала частью хорватской полиции.

### Военные преступления
Во время боевых действий году краинские формирования занимались этническими чистками не-сербского населения, а также совершили ряд военных преступлений, среди которых Резня в Бачине, Вуковарская резня, а также Ракетный обстрел Загреба. Гаагским трибуналом за военные преступления были осужден генерал Миле Мркшич и бывший президент РСК Милан Мартич.

## Организация и численность
Реформа осенью 1992 года упорядочила структуру ВС РСК. С этого времени армия состояла из Главного штаба, штабных подразделений, армейских корпусов, а также ВВС и ПВО. В основном, краинский корпус состоял из штаба, нескольких бригад, артиллерийского дивизиона, противотанкового дивизиона, дивизиона ПВО и тыловой базы. В то же время в некоторых корпусах были специальные отряды, бронетанковые батальоны и т.д, а в 11-м корпусе были Бараньская дивизия, насчитывавшая три бригады, и 11-й бронетанковый полк. Основным корпусным подразделением была бригада. В армии РСК она была нескольких типов: легкопехотная, пехотная и моторизованная. Летом 1995 был создан Корпус специальных единиц, в рамках которого, по данным Давора Марьяна, были созданы бронетанковая, специальная и гвардейская бригады.
Положение корпусов и бригад и их численность не были одинаковыми. Равно как и их структура. Размер бригады и состав подразделений были обусловлены населенностью территорий, где они размещались, а также количеством вооружения, которое было оставлено югославской армией в районе их дислокации. Несмотря на положения устава, предусматривающий оборону бригады на фронте протяженностью в 12 километров, в армии РСК некоторые бригады держали позиции до 50 километров. Эта ситуация наиболее тяжелой была в 15-м Личском корпусе, в то время как бригады 11-го Восточнославонского и 21-го Кордунского корпусов находились в более легком положении.
По мнению исследователей, только два корпуса краинской армии (7-й и 11-й) имели структуру, схожую со структурой корпусов в Югославской народной армии. Остальные не имели положенного корпусу комплекта соединений и подразделений. В 15-м, 21-м и 39-м корпусах не было артиллерийского полка. 15-й, 18-й и 39-й корпуса не имели танковых батальонов. Ни один из корпусов СВК не был полностью укомплектован личным составом.

### Структура ВС РСК

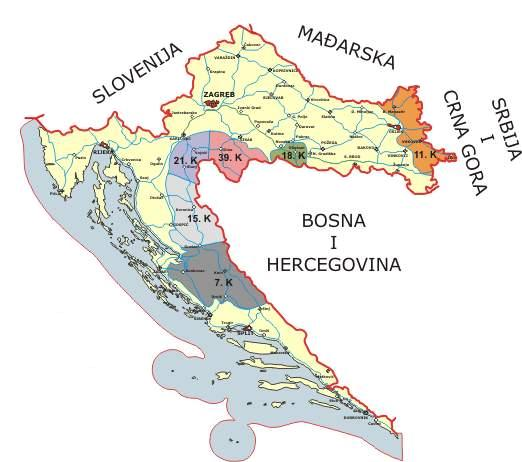
Территориальная организация армии РСК

Формирования Сербской Краины постоянно реформировались, создавались новые подразделения. Общая структура армии выглядела следующим образом:
- Главный штаб (Книн):
  - 2-я гвардейская моторизованная бригада
  -  105-я авиационная бригада (Удбина)
  - 44-я артиллерийско-ракетная бригада ПВО (Книн)
  - 75-я смешанная артиллерийская бригада (Топуско)
  - 75-я тыловая база (Книн)
  - учебный центр «Альфа» (Брушка)
  - учебный центр «1300 каплара» (Книн)
- Корпус специальных единиц был создан летом 1995 года. Его штаб размещался в Слуни.
- 7-й Северодалматинский корпус отвечал за Северную Далмацию, его штаб был в Книне.
- 15-й Личский корпус отвечал за Лику, его штаб располагался в Коренице.
- 21-й Кордунский корпус отвечал за Кордун, его штаб находился в Петрова-Горе.
- 39-й Банийский корпус отвечал за Банию, его штаб дислоцировался близ Петрини.
- 18-й Западно-Славонский корпус отвечал за Западную Славонию, штаб был в Окучанах. Корпус был фактически разгромлен в мае 1995 года, после чего был расформирован.
- 11-й Восточно-Славонский корпус отвечал за Восточную Славонию, Баранью и Западный Срем. Его штаб был в Вуковаре

За время существования в РСК Территориальной обороны и армейских формирований ими командовали:
- Илья Джуич
- Милан Торбица
- Миле Новакович
- Милан Челекетич
- Миле Мркшич

### Паравоенные и добровольческие формирования
В вооруженных формированиях РСК, особенно в начале конфликта, большую роль играли добровольческие и паравоенные формирования. Набор в отряды самообороны и Милицию был добровольным. Также большое количество добровольцев действовали в отрядах, созданных на территориях Сербии, Боснии и Черногории. Многие из них курировались Службой государственной безопасности и действовали под командованием Югославской народной армии.
Исследователи выделяют ряд формирований, действовавших в Сербской Краине. «Сербское четническое движение» было воссоздано Воиславом Шешелем в конце 1990 года. Отряды четников одни из первых прибыли в Краину, где участвовали во множестве боев, в том числе в битве за Вуковар. Другим похожим формированием, также созданным в 1990 году, стал отряд «Белые орлы». Он действовал во многих районах Краины, формально подчиняюсь секретариату внутренних дел Воеводины. Создателем «Белых орлов» стал Драгослав Бокан, лидер «Сербского народного обновления». Весной 1991 года он создал ещё один отряд — «Душан Сильный», названный в честь средневекового сербского короля. Данный отряд воевал в Восточной Славонии. Другим крупным добровольческим подразделением стала «Сербская гвардия». Она была организована Вуком Драшковичем, возглавлявшим «Сербское движение обновления» и бывшим в оппозиции к президенту СР Сербии Слободану Милошевичу. «Сербская гвардия» действовала в Западной Славонии и Лике, известным эпизодом её участия в войне стал бой за Госпич, в ходе которого был убит её командир Джордже Божович «Гишка». «Гвардия» насчитывала около 1500 бойцов, организованных в три батальона и комплектовалась преимущественно сербами из Воеводины.
Среди общего числа добровольцев в 1993 году было 343 женщины. Их средний возраст был 32 года, а самая пожилая женщина из них была в возрасте 60 лет. В армии РСК служили и иностранные добровольцы, в том числе выходцы из бывшего СССР, Болгарии, Македонии, Румынии, Греции и Польши.

### Численность личного состава
При создании армии планировалось, что её численность составит 80 080 человек, однако в реальности она была меньше. Списочный состав армии составлял около 36 % мужского населения РСК. Существуют различные цифры численности краинской армии:
- По данным полковника Косты Новаковича: 62 483 человек (772 офицера, 2709 сержантов и прапорщиков и 59 002 солдата) или 78 % от планируемой численности армии[35].
- По данным Главного штаба из 1994 года: 62 805 человек (2890 офицеров, 4329 сержантов и прапорщиков и 55 886 солдат)[36].
- По данным генерала Милисава Секулича: 71 409 человек (3291 офицер, 3424 сержанта и прапорщика и 60 496 солдат)[36].

## Вооружение
Точное число вооружений в формирования Сербской Краины неизвестно. По данным сербского военного исследователя Бояна Димитриевича, после подписания плана Вэнса Югославская народная армия покинула Сербскую Краину, часть техники была оставлена подразделениям ТО. Согласно данным Главного штаба ТО РСК, на которые ссылается Димитриевич, ЮНА оставила 262 танка, 56 БТР и БМП, 1360 артиллерийских орудий всех калибров и 2573 транспортных средства. В то же время, летом 1995 года, по данным Давора Марьяна, на вооружении СВК было 303 танка, 295 других единиц бронетехники, 360 артиллерийских орудий калибром 100-мм и выше, несколько боевых самолётов и вертолётов.
Из бронетехники краинские сербы использовали танки Т-34-85, Т-55, М-84 и Т-72, БМП М-80, бронетранспортеры семейства БОВ и M-60, а также САУ М18 и САУ М36.
В СВК было значительное количество артиллерии разных типов. Согласно данным Главного штаба СВК от 2 марта 1995 года, вся артиллерия делилась на противотанковую и орудия поддержки. Среди противотанковых орудий были ЗИС-3 и МТ-12. артиллерию поддержки составляли в основном гаубицы (Б-1, М-56, М-2, М-38, Д-30), орудия М-46, минометы и РСЗО («Огањ» и «Пламен»).
СВК имело на вооружении также боевые и транспортные самолёты и вертолеты. Среди них 16 Ј-21 «Jастреб», 2 Г-2 «Галеб», 4 вертолета ХИ-42 «Хера», 4 вертолета ХН-42 «Гама», 2 вертолета Ми-8Т, самолёт Ан-2, а также некоторое количество УТВА-66, УТВА 75, Ј-20 Крагуј и Злин-526.

### Книги
на русском языке
- Балканский кризис: говорят участники / Гуськова Е. Ю.. — М.: Институт славяноведения РАН, 2016. — 400 с. — ISBN 978-5-7576-0374-2.
- Гуськова Е.Ю. Независимая Хорватия с независимыми сербами // Югославия в XX веке: очерки политической истории / К. В. Никифоров (отв. ред.), А. И. Филимонова, А. Л. Шемякин и др. — М.: Индрик, 2011. — 888 с. — ISBN 9785916741216.

на сербскохорватском языке
- Врцељ М. Рат за Српску Краjину: 1991—1995. — Београд: Српско културно друштво «Зора», 2002. — 254 с. — ISBN 86-83809-06-4.
- Новаковић К. Кнински гарнизон. — Београд; Книн: Српско културно друштво Зора, 2015. — 307 с. — ISBN 978-86-83809-81-3.
- Новаковић К. Српска Краjина: (успони, падови уздизања). — Београд; Книн: Српско културно друштво Зора, 2009. — 602 с. — ISBN 978-86-83809-54-7.
- Danko Borojević, Dragi Ivić, Željko Ubović. Vazduhoplovne snage bivših republika SFRJ 1992-2015. — Ruma: Štampa, 2016. — 341 с. — ISBN 978-86-86031-23-5.
- Dimitrijević B. Modernizacija i intervencija: jugoslovenski oklopne jedinice. — Beograd: Institut za savremenu istoriju, 2010. — 406 с. — 400 экз. — ISBN 978-86-7403-138-4.
- Dimitrijević B. Vazdušni rat nad Republikom Srpskom i Republikom Srpskom Krajinom. — Beograd: Planeta print, 2017. — 374 с. — ISBN 978-86-87877-07-8.
- Marjan D. Oluja. — Zagreb: Hrvatski memorijalno-dokumentacijski centar Domovinskog rata, 2007. — 445 с.
- Sekulić M. Knin je pao u Beogradu. — Nidda Verlag., 2000.
- Radelić Z., Marijan D., Barić N., Bing A., Živić D. Stvaranje hrvatske države i Domovinski rat. — Zagreb: Školska knjiga i Institut za povijest, 2006. — ISBN 953-0-60833-0.
- Tarbuk S. Rat na Baniji 1991-1995. — Srpsko Kulturno Društvo «Zora», 2009. — 441 с. (недоступная ссылка)

на английском языке
- David C. Isby. Balkan Battlegrounds: A Military History of the Yugoslav Conflict, 1990—1995. — Washington: Diane Publishing Company, 2003. — Vol. 1. — 501 p. — ISBN 978-0-7567-2930-1.
- Nigel Thomas, Krunoslav Mikulan, Darko Pavlovic. The Yugoslav Wars (1): Slovenia & Croatia 1991-95. — Oxford: Osprey publishing, 2006. — 64 p. — ISBN 1-84176-963-0. Архивировано 26 ноября 2015 года.

### Статьи
- Новакович К., Соколов В. А. Штурмовая бригада «Воевода Вук» // Обозреватель. — 2021. — № 382. — С. 102—112.
- Новакович К., Радич А., Соколов В. А. Сербское войско Краины в начале 1995 г. Организация, планирование, боевые возможности // Обозреватель. — 2021. — № 382. — С. 94—103.
- Соколов В. А. Милиция Сербской Краины против полиции и армии Хорватии // Обозреватель. — 2018. — № 337. — С. 67—78.
- Соколов В. А. Создание центра боевой подготовки «Голубич» милиции Краины // Обозреватель. — 2018. — № 342. — С. 84—92.
- Соколов В. А. Территориальная оборона Сербской Краины // Военно-исторический журнал. — 2018. — № 12. — С. 76—82.
- Соколов В. А. Роль Югославской народной армии в Сербской Краине. Вооружение Территориальной обороны // Обозреватель. — 2019. — № 354. — С. 93—101.
- Соколов В. А. Военная реформа в Сербской Краине осенью 1992 года // Обозреватель. — 2019. — № 359. — С. 50—59.
- Гулић М. Последњи дани Крајине — Република Српска Краjина између «Бљеска» и «Олује» // Војно дело. — 2017. — № 2. — С. 436—466.